# Фреза

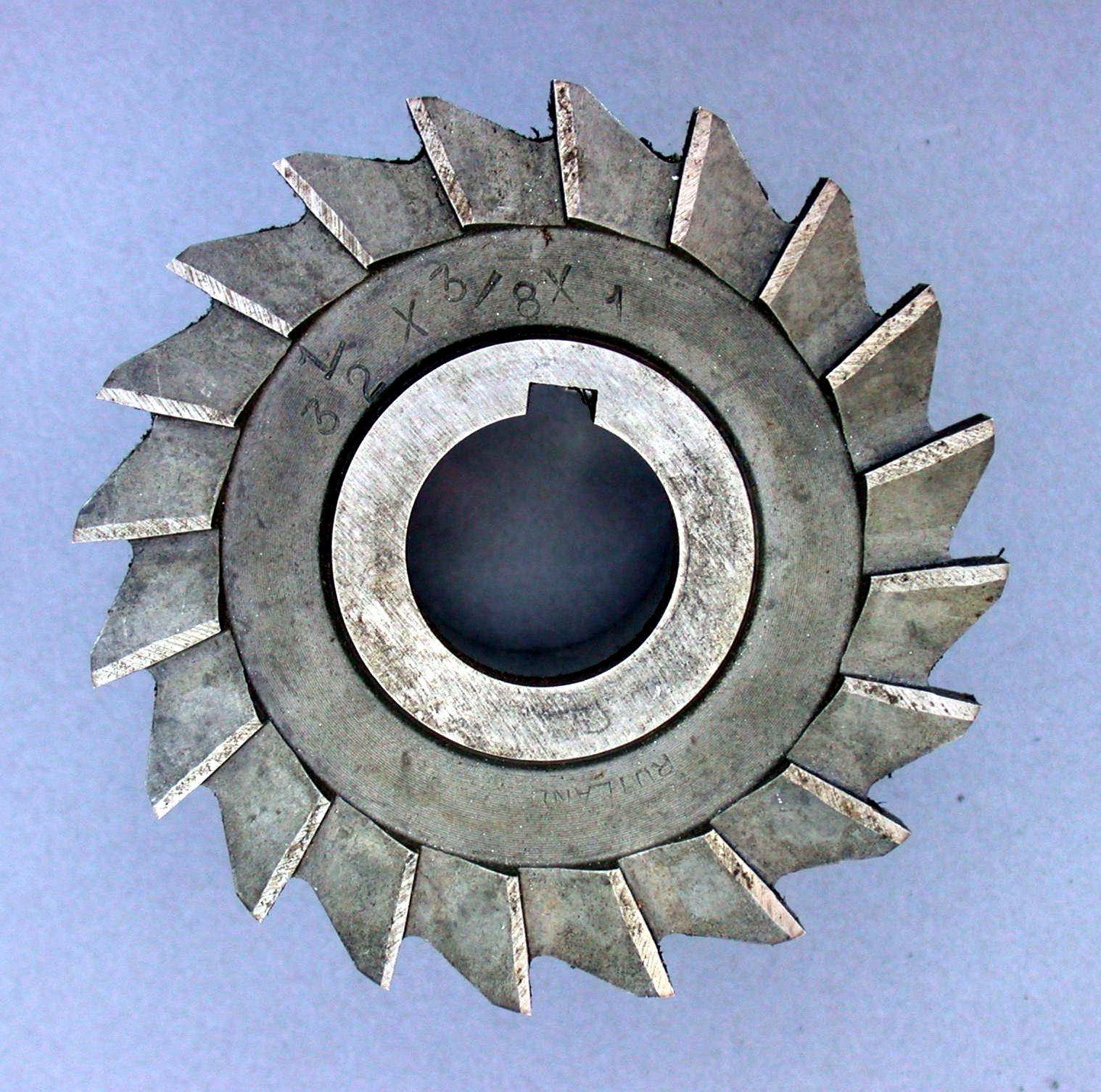
Дискова тристороння фреза

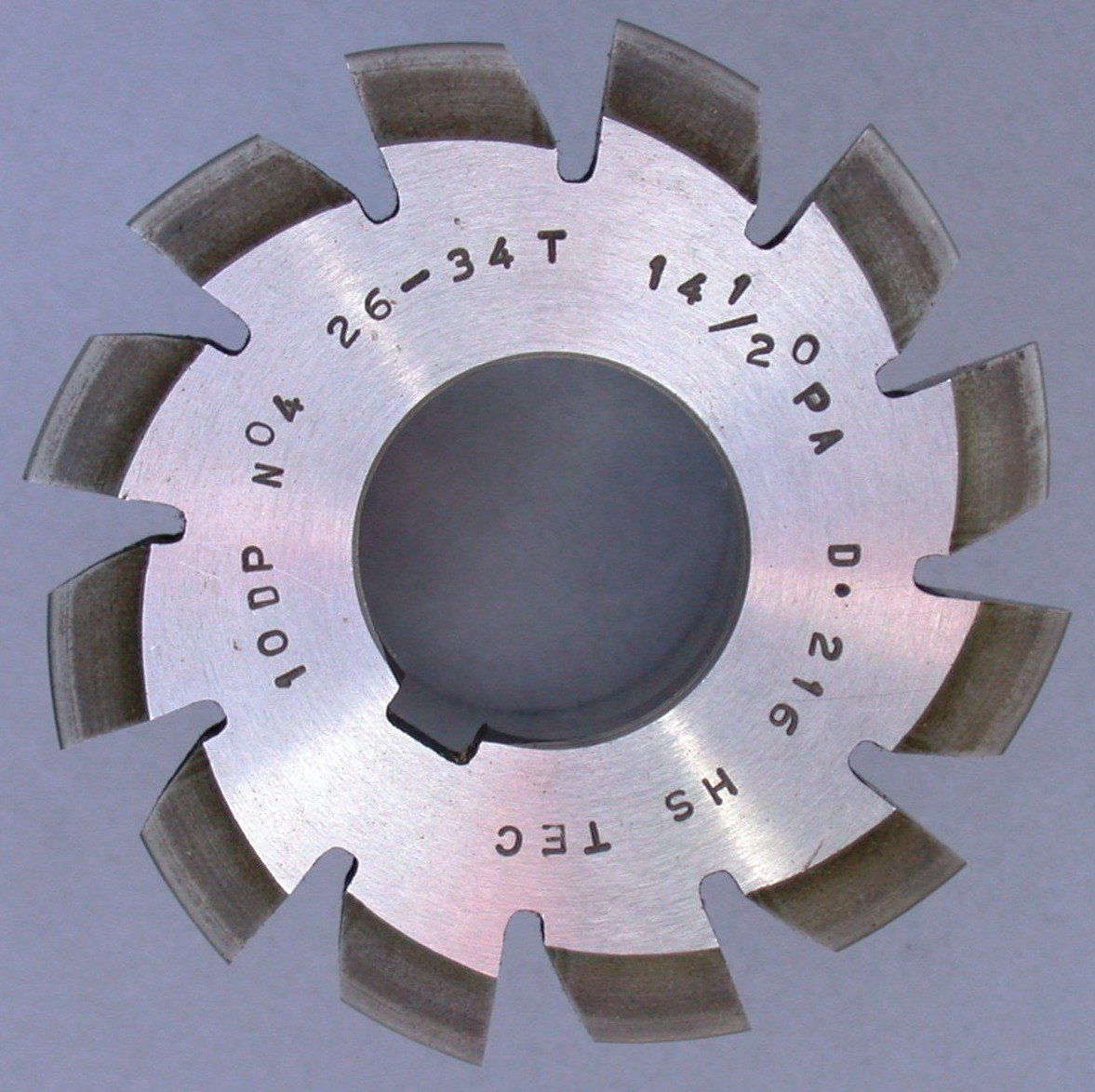
Модульна фреза

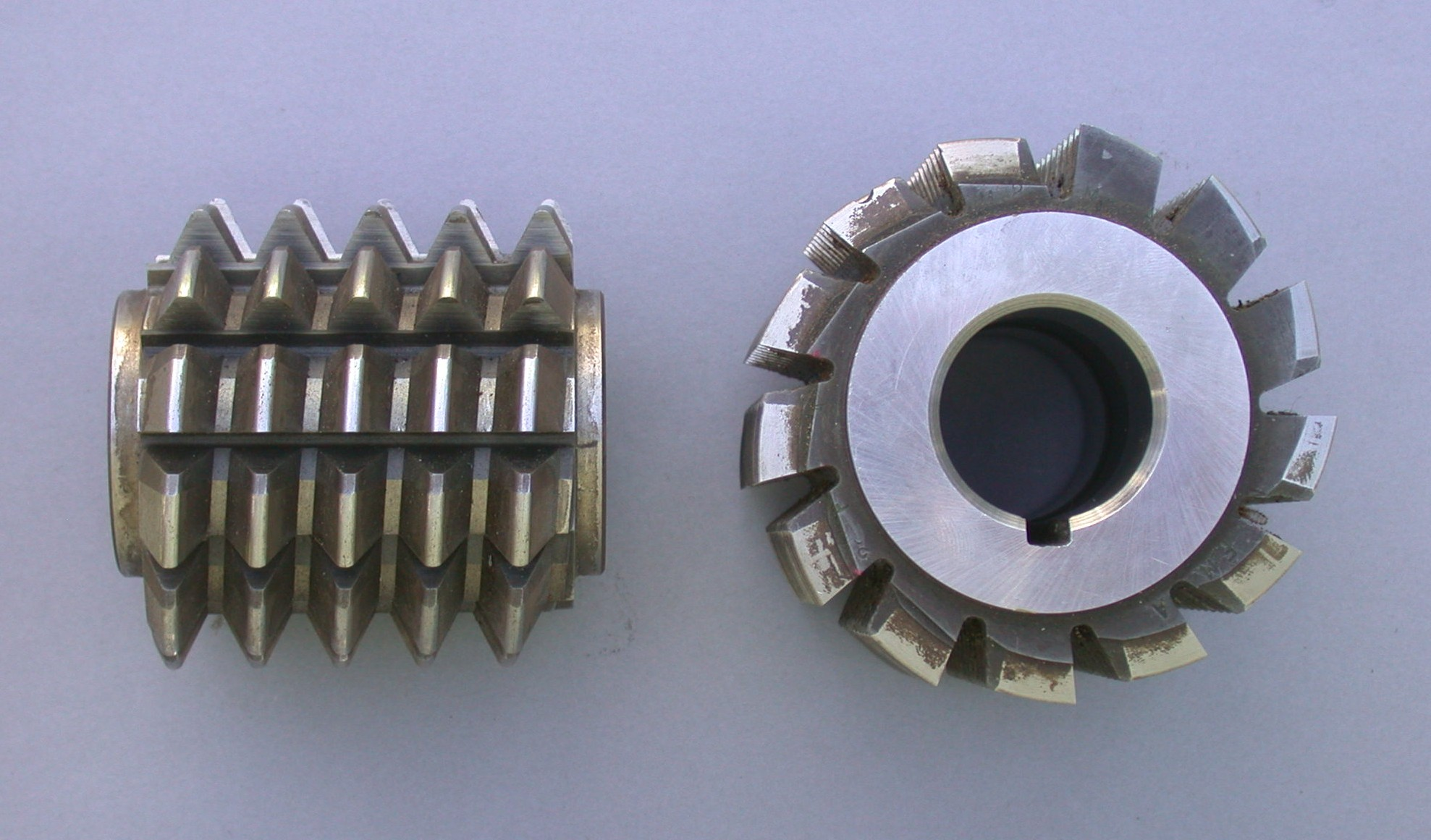
Черв'ячна фреза

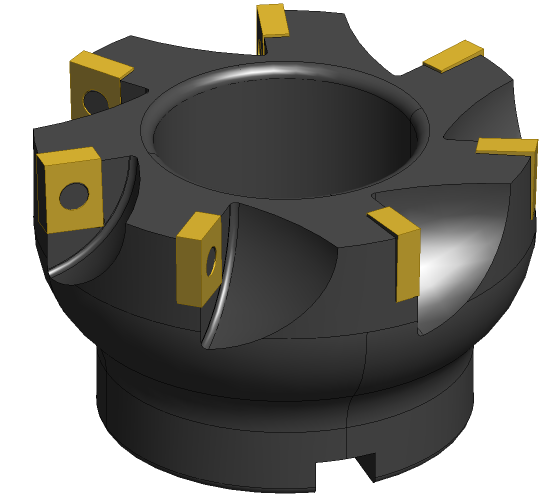
CAD модель торцевої фрези з змінними твердосплавними пластинами

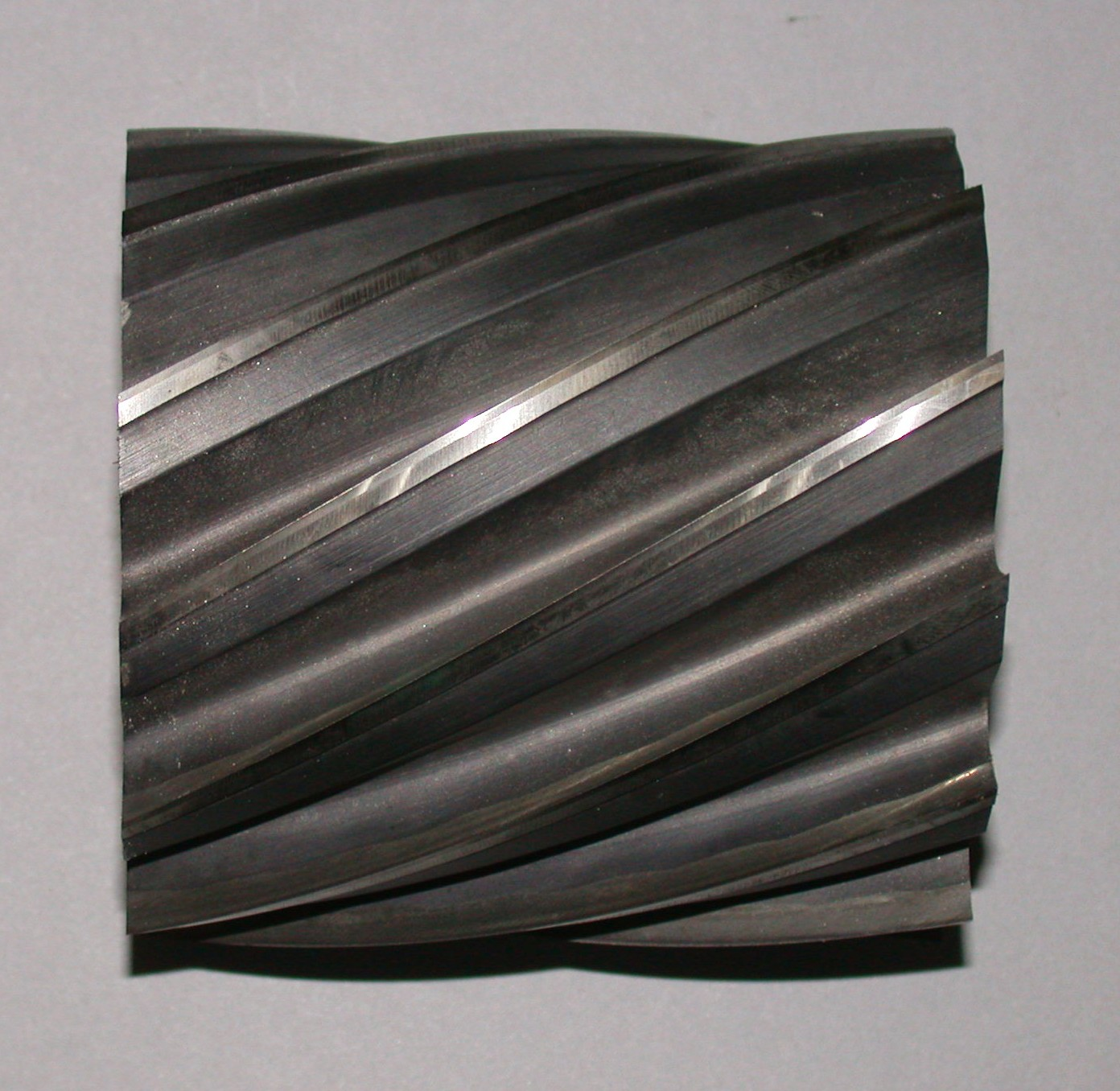
Циліндрична фреза із швидкорізальної сталі

Фре́за (від фр. fraise, можливо, від нар.-лат. *fresāre < лат. frendo — «дроблю», «товчу») — багатолезовий різальний інструмент для оброблення з обертальним головним рухом різання інструменту без зміни радіуса траєкторії цього руху і хоч би з одним рухом подавання, напрям якого не збігається з віссю обертання. У процесі оброблення зубці фрези послідовно вступають у контакт з оброблювальною поверхнею. Залежно від призначення та виду поверхонь для фрезерування застосовують фрези різних конструкцій, типів, з різним матеріалом різальної кромки.

## Історія
Фреза з'явилася в слюсарних майстернях наприкінці XVIII ст. Винайдений інструмент являв собою обертальний напилок. Слюсарі-зброярі використовували їх як свердло за допомогою коловорота. Відомий французький вчений Дені Дідро визначив в «Енциклопедії» фрезу як «кулеподібний шматок сталі розміром з жолудь і нарізаний як напилок».

## Загальний опис
Фрези застосовуються на фрезерних верстатах загального та спеціального призначення при виконанні таких робіт:
- оброблення площин;
- прорізування пазів;
- розрізання металу на частини;
- оброблення фасонних поверхонь.

Залежно від геометричної форми та призначення фреза буває:
- Циліндрична
- Торцева
- Дискова
- Кінцева
- Фасонна

По конструкції різальних зубів фрези поділяють на дві групи: з гострозаточенними зубцями та із затилованими зубцями. Особливістю фрез із гострою формою зубів є те, що задня поверхня в них має форму площини; заточення зубців проводиться по задній поверхні. Фрези із затилованою формою зубців заточують по передній поверхні. Після переточувань затиловані фрези зберігають постійний фасонний профіль ріжучих крайок. Для фрез найпростішого типу, які обробляють плоскі поверхні, вибирають гострозаточену форму зубців, а для фасонних — затиловану форму зубців.
До групи фрез із гострозаточеною формою зубців відносять циліндричні, торцеві, кутові, дискові, кінцеві, а також фасонні фрези. У групу фрез із затилованою формою зубців включають опуклі й увігнуті фасонні фрези, дискові модульні, черв'ячні модульні й шліцові, різьбові фрези.

## Галерея

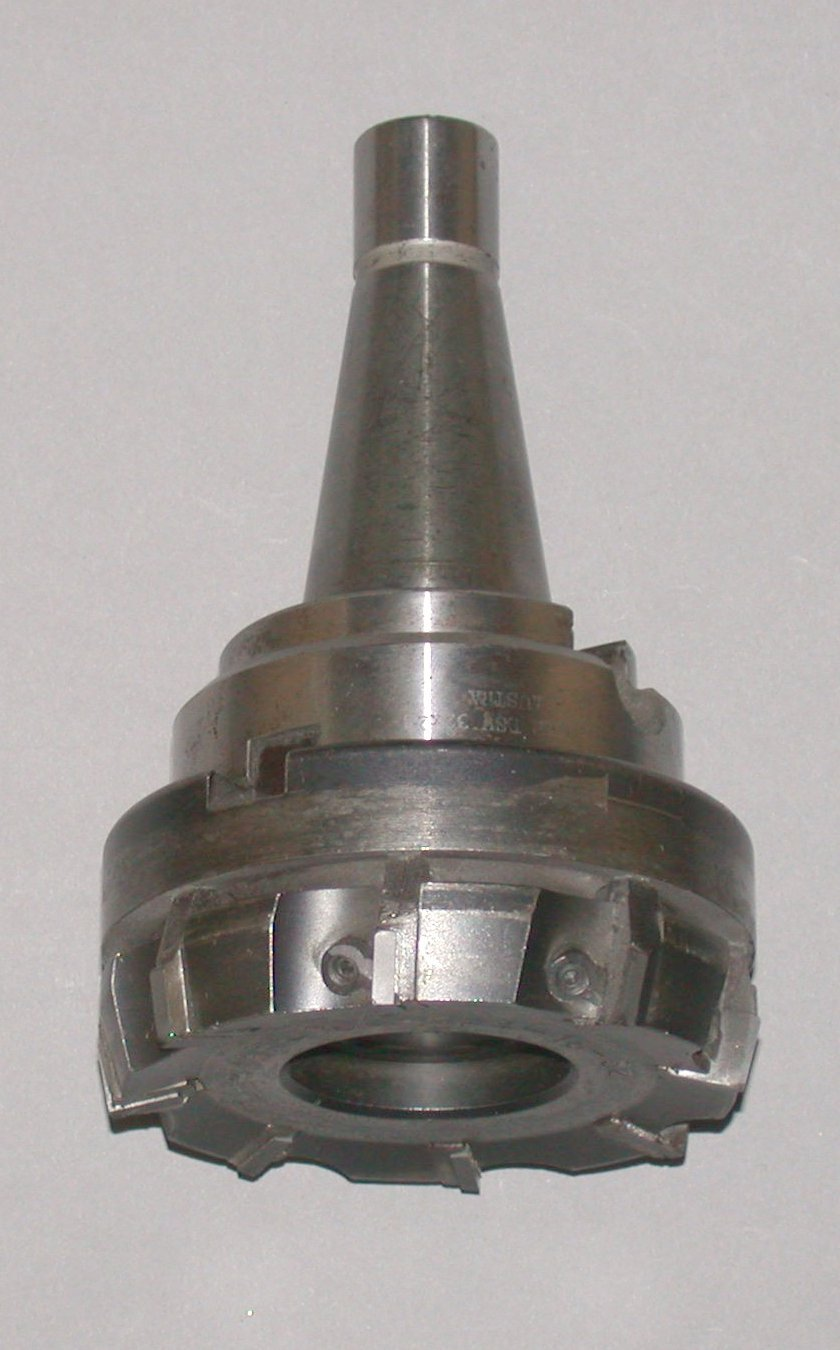
Торцева фреза
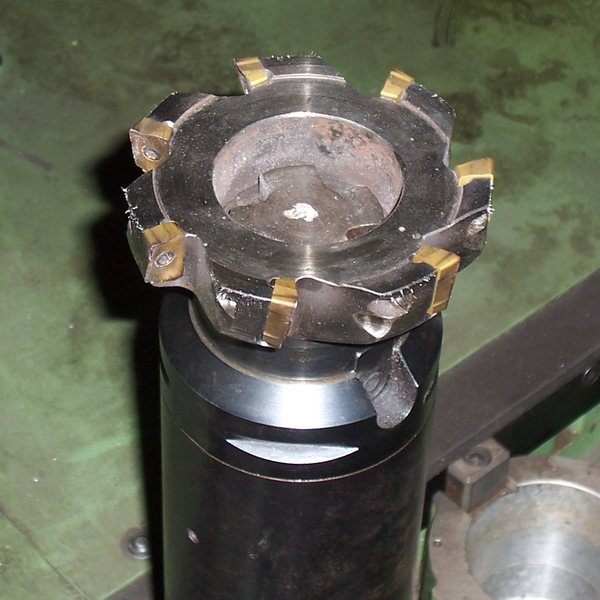
Торцева фреза з твердосплавними змінними пластинами
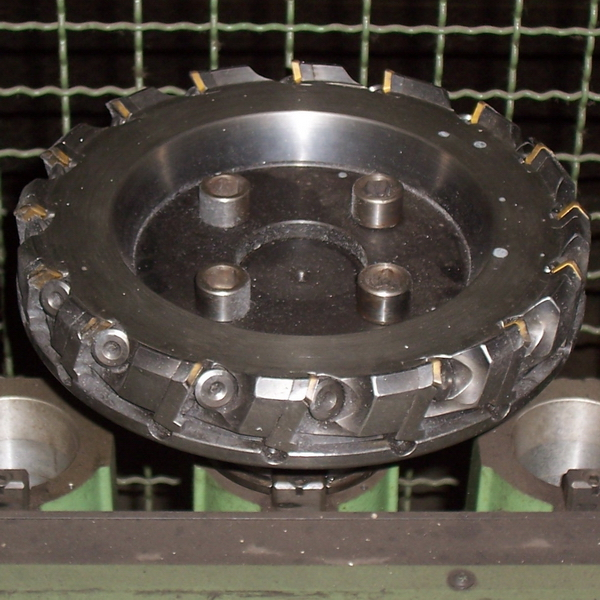
Торцева фреза з твердосплавними змінними пластинами
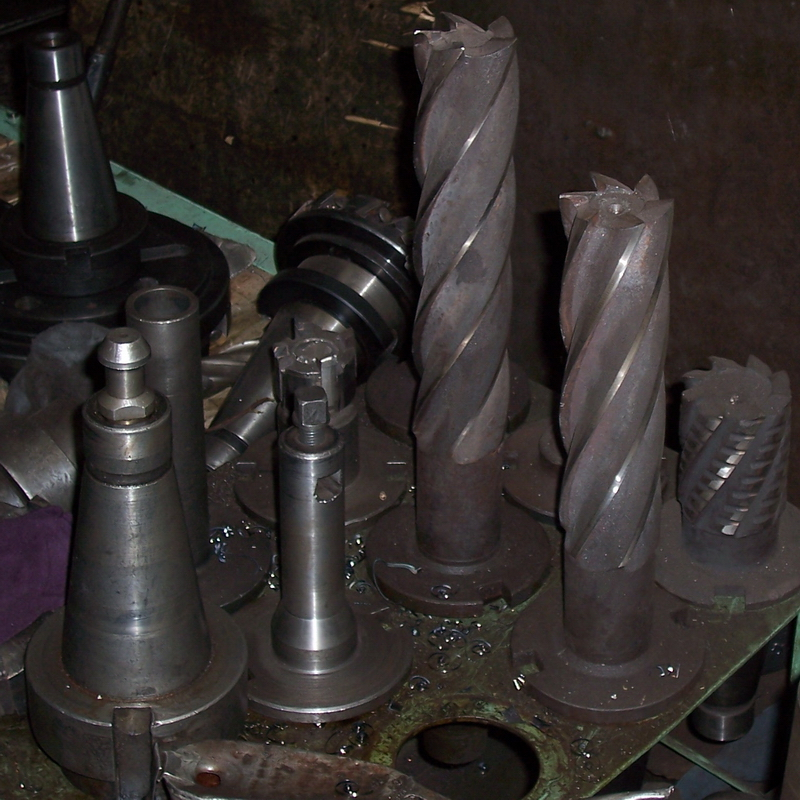
Кінцеві фрези зі швидкорізальної сталі разом з оправками
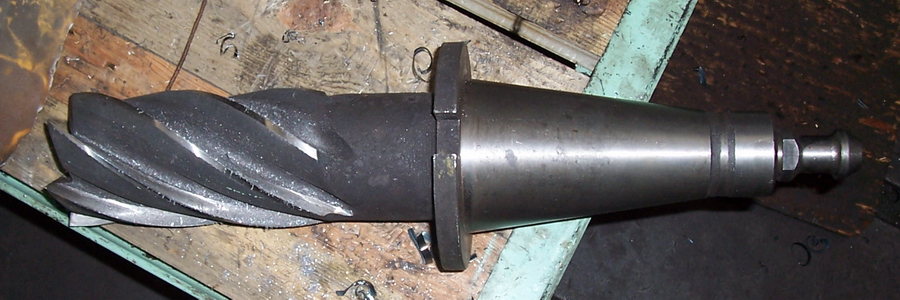
Кінцева фреза зі швидкорізальної сталі з конічним хвостовиком
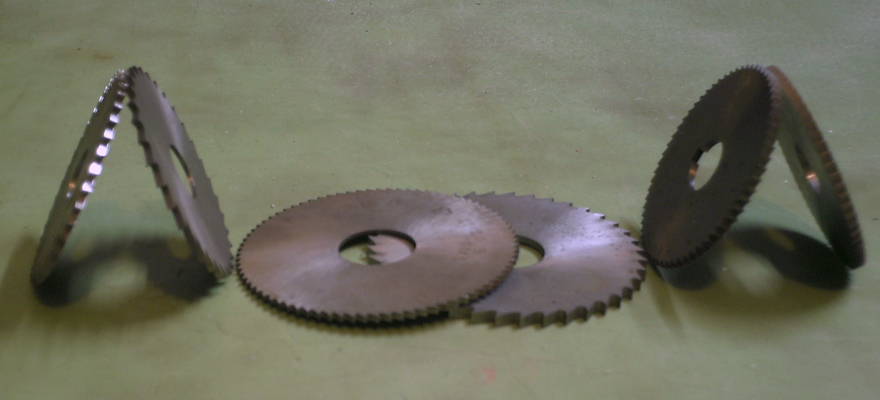
Дискові фрези (пилки) зі швидкорізальної сталі Р6М5